# Malá nad Hronom
Malá nad Hronom (maďarsky: Kicsind) je obec na Slovensku v okrese Nové Zámky. Žije zde 398 obyvatel.

## Poloha
Obec leží na levém břehu řeky Hron v Ipeľské pahorkatině Jihozápadní část území je tvořena nivními podmáčenými loukami. Východní a severní část pahorkatiny, která je v nejvyšších polohách pokryta dubovými a akátovými lesy, tvoří neogenní mořské uloženiny s mocnou vrstvou spraše. Nadmořská výška území se pohybuje v rozmezí 108 až 286 m, střed obce je ve výšce 125 m n. m.
Obec sousedí na severu s obcí Kamenín, na východě s obcí Kamenica nad Hronom, na jihu s obcí Nána a na západě s obcí Kamenný Most.

## Historie
Obec byla osídlená v neolitu. Archeologické nálezy dokládají sídliště s kanelovou keramikou a další nálezy z doby bronzové i staroslovanské sídliště..
První písemná zmínka o obci pochází roku 1523, kde je uváděná jako Kychyn, později Kicsind nebo také Kičind a od roku 1948 Malá nad Hronom. V roce 1523 byla obsazena Turky. Od roku 1613 náležela pod Ostřihomskou kapitulu. V roce 1699 měla 376 obyvatel žijících v 80 domech, v roce 1828 zde žilo 405 obyvatel v 74 domech. V období 1938–1945 byla připojena k Maďarsku.
Hlavní obživou bylo zemědělství.

## Kostely
V obci je římskokatolický klasicistní filiální kostel svatých andělů strážných z roku 1782. Kostel je jednolodní stavba s polygonálním kněžištěm, sakristií a vestavěnou věží v průčelí. V interiéru je hlavní oltář s obrazem a sochami dvou andělů strážných.
Kostel náleží pod římskokatolickou farnost svatého Michala v Kamenici nad Hronom, děkanát Štúrovo, diecéze nitranské.